# Governatore delle Samoa Americane
Il governatore delle Samoa Americane è il capo del potere esecutivo dell'arcipelago delle Samoa Americane, situato nell'oceano Pacifico e amministrato, come territorio non incorporato, dagli Stati Uniti d'America.

## Storia
Dal 1900 al 1977 il governatore è stato nominato direttamente dal Governo federale statunitense. Dal 1977 i governatori sono stati eletti tramite apposite elezioni e il mandato ha una durata di quattro anni.

## Lista
Lista dei governatori con durata del relativo mandato.

### Governatori comandanti (1900-1905)
- Benjamin Franklin Tilley (17 febbraio 1900 - 27 novembre 1901)
- Uriel Sebree (27 novembre 1901 - 16 dicembre 1902)
- Henry Minett (16 dicembre 1902 - 5 maggio 1903)
- Edmund Beardsley Underwood (5 maggio 1903 - 30 gennaio 1905)

### Governatori navali (1905-1951)
- Charles Brainard Taylor Moore (30 gennaio 1905 - 21 maggio 1908)
- John Frederick Parker (21 maggio 1908 - 10 novembre 1910)
- William Michael Crose (10 novembre 1910 - 14 marzo 1913)
- Nathan Woodworth Post (14 marzo 1913 - 14 luglio 1913)
- Clark Daniel Stearns (14 luglio 1913 - 2 ottobre 1914)
- Nathan Woodworth Post (2 ottobre 1914 - 6 dicembre 1914)
- Charles Armijo Woodruff (6 dicembre 1914 - 1 marzo 1915)
- John Martin Poyer (1 marzo 1915 - 10 giugno 1919)
- Warren Jay Terhune (10 giugno 1919 - 3 novembre 1920)
- Waldo A. Evans (11 novembre 1920 - 1 marzo 1922)
- Edwin Taylor Pollock (1 marzo 1922 - 4 settembre 1923)
- Edward Stanley Kellogg (4 settembre 1923 - 17 marzo 1925)
- Henry Francis Bryan (17 marzo 1925 - 9 settembre 1927)
- Stephen Victor Graham (9 settembre 1927 - 2 agosto 1929)
- Gatewood Sanders Lincoln (2 agosto 1929 - 24 marzo 1931)
- James Sutherland Spore (24 marzo 1931 - 22 aprile 1931)
- Arthur Tenney Emerson (22 aprile 1931 - 17 luglio 1931)
- Gatewood Sanders Lincoln (17 luglio 1931 - 12 maggio 1932)
- George Bertram Landenberger (12 maggio 1932 - 10 aprile 1934)
- Thomas C. Latimore (10 aprile 1934 - 17 aprile 1934)
- Otto Carl Dowling (17 aprile 1934 - 15 gennaio 1936)
- Thomas Benjamin Fitzpatrick (15 gennaio 1936 - 20 gennaio 1936)
- MacGillivray Milne (20 gennaio 1936 - 3 giugno 1938)
- Edward William Hanson (26 giugno 1938 - 30 luglio 1940)
- Jesse R. Wallace (30 luglio 1940 - 8 agosto 1940)
- Laurence Wild (8 agosto 1940 - 5 giugno 1942)
- Henry Louis Larsen (17 gennaio 1942 - 25 aprile 1942)
- John Gould Moyer (5 giugno 1942 - 8 febbraio 1944)
- Allen Hobbs (8 febbraio 1944 - 27 gennaio 1945)
- Ralph Waldo Hungerford (27 gennaio 1944 - 3 settembre 1945)
- Samuel Canan (3 settembre 1945 - 10 settembre 1945)
- Harold Houser (10 settembre 1945 - 22 aprile 1947)
- Vernon Huber (22 aprile 1947 - 5 giugno 1949)
- Thomas Francis Darden Jr. (7 luglio 1949 - 23 febbraio 1951)

### Governatori nominati (1951-1978)
- Phelps Phelps (23 febbraio 1951 - 20 giugno 1952)
- John C. Elliott (16 luglio 1952 - 23 novembre 1952)
- James Arthur Ewing (28 novembre 1952 - 4 marzo 1953)
- Lawrence M. Judd (4 marzo 1953 - 5 agosto 1953)
- Richard Barrett Lowe (5 agosto 1953 - 13 ottobre 1956)
- Peter Tali Coleman (13 ottobre 1956 - 24 maggio 1961)
- Hyrum Rex Lee (24 maggio 1961 - 31 luglio 1967)
- Owen Stuart Aspinall (1 agosto 1967 - 31 luglio 1969)
- John Morse Haydon (1 agosto 1969 - 14 ottobre 1974)
- Frank C. Mockler (14 ottobre 1974 - 6 febbraio 1975)
- Earl B. Ruth (6 febbraio 1975 - 30 settembre 1976)
- Frank Barnett (1 ottobre 1976 - 27 maggio 1977)
- Hyrum Rex Lee (28 maggio 1977 - 3 gennaio 1978)

### Governatori eletti (dal 1978)
- Peter Tali Coleman (3 gennaio 1978 - 3 gennaio 1985)
- A. P. Lutali (3 gennaio 1985 - 2 gennaio 1989)
- Peter Tali Coleman (2 gennaio 1989 - 3 gennaio 1993)
- A. P. Lutali (3 gennaio 1993 - 3 gennaio 1997)
- Tauese Sunia (3 gennaio 1997 - 26 marzo 2003)
- Togiola Tulafono (26 aprile 2003 - 3 gennaio 2013)
- Lolo Matalasi Moliga (3 gennaio 2013 - 3 gennaio 2021)
- Lemanu Peleti Mauga (3 gennaio 2021 - 3 gennaio 2025)
- Nikolao Pula (3 gennaio 2025 - in carica)